# Westerhorn
Westerhorn település Németországban, Schleswig-Holstein tartományban. Lakosainak száma 1333 fő (2023. december 31.).

## Népesség
A település népességének változása:
| Lakosok száma | 973  | 1325 | 1326 | 1324 | 1343 | 1333 |
|               | 1975 | 2017 | 2019 | 2021 | 2022 | 2023 |